# Magdalena Fularczyk
Magdalena Fularczyk-Kozłowska, född den 16 september 1986 i Wąbrzeźno i Polen, är en polsk roddare.
Hon tog OS-brons i dubbelsculler i samband med de olympiska roddtävlingarna 2012 i London.
Vid de olympiska roddtävlingarna 2016 i Rio de Janeiro tog hon ett guld i dubbelsculler tillsammans med Natalia Madaj.